# Turčiansky Peter
Turčiansky Peter (em húngaro: Turócszentpéter) é um município da Eslováquia, situado no distrito de Martin, na região de Žilina. Tem 4,62 km² de área e sua população em 2018 foi estimada em 493 habitantes.

## Demografia
| Ano:        | 1994 | 2004    | 2014    | 2024    |
| ----------- | ---- | ------- | ------- | ------- |
| Broj ljudi: | 237  | 319     | 452     | 587     |
| Razlika:    |      | +34,59% | +41,69% | +29,86% |

| Ano:               | 2023 | 2024   |
| ------------------ | ---- | ------ |
| Número de pessoas: | 570  | 587    |
| Diferença:         |      | +2,98% |